# Demonii printre noi
Demonii printre noi (în engleză Fallen) este un film thriller de groază supranaturală regizat de Gregory Hoblit după un scenariu de Nicholas Kazan. A fost produs în Statele Unite ale Americii de studiourile Turner Entertainment și a avut premiera la 16 ianuarie 1998, fiind distribuit de Warner Bros. Coloana sonoră este compusă de Tan Dun. Cheltuielile de producție s-au ridicat la 46.000.000 de dolari americani. Filmul a avut încasări de 25.200.000 de dolari americani.

## Rezumat
John Hobbes este un polițist virtuos care are în grijă un criminal în serie periculos, Edgar Reese, care a fost condamnat la moarte. Ceea ce detectivul nu știe este că psihopatul este de fapt posedat de demonul sângeros Azazel și că toate crimele pe care le-a comis au fost sub influența sa malefică.
După execuție, Hobbes intenționează să-și continue viața în liniște, lucrând în incinta poliției cu locotenentul Stanton și detectivii Lou și Jonesy, ultimul cel mai bun prieten al lui Hobbes. Dar, din acel moment, diavolul, incapabil să intre în posesia corpului polițistului, va începe să-l persecute, într-o succesiune de crime care vor implica străini și familia lui Hobbes și care îl vor pune în curând pe polițist sub urmărire.
Folosind cercetările predecesorului său, exemplarul polițist Robert Milano, dispărut în circumstanțe misterioase cu mai mulți ani în urmă, Hobbes descoperă că Azazel poate fi învins, chiar dacă cu prețul propriei sale vieți. De fapt, demonul se poate muta dintr-un corp în altul și poate prelua controlul doar printr-o simplă atingere. Dacă persoana pe care o posedă este ucisă, esența sa (un fel de spirit) poate ajunge într-un alt corp fără a fi nevoie de contact fizic, dar numai pe o rază de răsuflare sau de 500 de coți, aproximativ 300 de metri.
Acuzat pentru crimele lui Azazel, după ce și-a pierdut fratele și și-a lăsat nepotul fiicei lui Robert, Greta Milano, Hobbes decide să exploateze această slăbiciune a demonului. El îl atrage pe Azazel într-o pădure nelocuită, neștiind în ce corp va veni și după o scurtă discuție (cu Jonesy și Stanton care sosesc ca să-l aresteze) Jonesy îl ucide pe Stanton, permițându-i lui Hobbes să înțeleagă că demonul a intrat în cel mai bun prieten al său. Cu mare efort și după o scurtă confruntare, îl ucide pe bietul Jonesy cu două focuri de armă și se sinucide cu o țigară otrăvită. În acest fel, după ce a ieșit din corpul polițistului și, de asemenea, a preluat controlul asupra corpului lui Hobbes, diavolul ar muri oricum, fără nicio posibilitate de a se transfera în altă persoană.
Cu toate acestea, sacrificiul său va fi în zadar, deoarece demonul are posibilitatea de a intra și în corpul animalelor și astfel o pisică apare și îi permite să aibă un corp de posedat și să rătăcească în continuare pe Pământ.

## Distribuție
Rolurile principale au fost interpretate de actorii:
- Denzel Washington - Detectiv John Hobbes
- John Goodman - Detectiv Jonesy
- Donald Sutherland - Lt. Stanton
- Embeth Davidtz - Gretta Milano
- James Gandolfini - Lou
- Elias Koteas - Edgar Reese
- Gabriel Casseus - Arthur "Art" Hobbes
- Michael J. Pagan - Sam Hobbes
- Robert Joy - Charles Olom
- Renee Spie - Azazel (voce)